# Aegolipton fimbriatum
Aegolipton fimbriatum är en skalbaggsart som först beskrevs av Johan Wilhelm van Lansberge 1884.  Aegolipton fimbriatum ingår i släktet Aegolipton och familjen långhorningar. Inga underarter finns listade i Catalogue of Life.